# Diecéze Arbanum
Diecéze Arbanum nebo Albánie je titulární diecéze římskokatolické církve.

## Historie
Diecéze byla založena v 12. století a první biskup, o němž víme, je Lazarus, zmíněný roku 1166.
Roku 1615 křesťanská populace diecéze čítala 60 000 až 70 000 duší, ale diecéze byla spravována biskupy diecéze Stephaniacum, z důvodu, že biskup musel být zvolen věřícími.
Dne 14. února 1626 Svatý stolec potvrdil tituly biskupů Arbanumu a Stephaniacumu.
Roku 1640 byla diecéze potlačena do arcidiecéze Drač.
Dnes je Arbanum využíváno jako titulární biskupské sídlo; současným titulárním biskupem je Erminio De Scalzi, pomocný biskup Milána.

## Seznam biskupů
- Lazarus (zmíněn roku 1166)
- Anonymní (zmíněn roku 1199)
- Anonymní (zmíněn roku 1209)
- Anonymní (zmíněn roku 1252)
- Michaelus (1295 – po roce 1317)
- Martinus (asi 1318 – ?)
- Laurus (zmíněn roku 1350)
- Nicolaus (zmíněn roku 1354)
- Andreas (? – asi 1370)
- Giovanni Lourlis, O.P. (1370 – ?)
- Giovanni da Trieste, O.F.M. (1391 – ?)
- Tommaso Butyller, O.F.M. (? – 1401)
- Georgius, O.S.B. (1402 – ?)
  - Andrea Murić (1411 – ?) (antibiskup)
- Vulcano Suinti, O.S.B. (1412 – ?)
- Andrea Sume (1426 – ?)
- Andrea de Suincis (1441 – ?)
- Nicolaus (1463 – ?)
- Anonymní (? – 1494)
- Angelo da Macerata (1494 – 1506)
- Giovanni Corona, O.P. (1506 – 1515)
- Giovanni Montalbo (1518 – ?)
- Ludovico Vivaldi, O.P. (1519 – ?)
- Pedro de Torres (1540 – ?)
- Domenico Bigorrei (1554 – ?)
- Anonymní (zmíněn roku 1598)
- Anonymní (zmíněn roku 1608)
- Giovanni Collesio, O.F.M. (1615 – 1635)
- Marco Scurra, O.F.M. (1635 – 1640)

## Seznam titulárních biskupů
- 1937–1967 Giuseppe Perniciaro
- 1970–1999 Jules-Louis-Paul Harlé
- od 1999 Erminio De Scalzi